# Betracis bokariana
Betracis bokariana är en insektsart som först beskrevs av Melichar 1912.  Betracis bokariana ingår i släktet Betracis och familjen Flatidae. Inga underarter finns listade i Catalogue of Life.